# Єроніміти
Єроніміти — назва кількох чернечих орденів і згромаджень, що існували в Європі. Донині існує тільки Орден святого Єроніма (лат. Ordi sancti Hieronimi, OSH), інші на цей час припинили своє існування. Покровителем єронімитів є святий Єронім Стридонський. З чернечими орденами єронімітів не слід змішувати членів церковних братств, також названих на честь святого Єроніма (таких як Єзуати блаженного Єронима чи брати-єроніміти).

## Орден Святого Єроніма

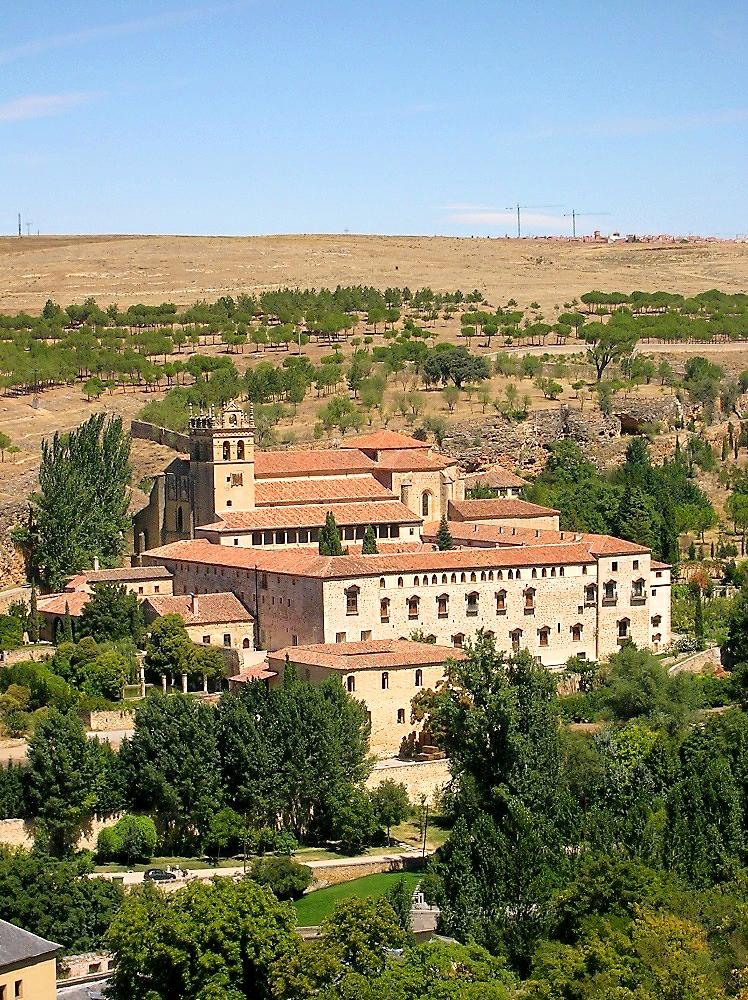
Монастир Ель-Парраль

### Заснування
Орден Святого Єроніма (лат. Ordi sancti Hieronimi, OSH) виник в Іспанії в середині XIV століття. Його засновником стали Томмазо да Сієна і Педро Фернандес Печа. Статут нового ордену базувався на статуті Святого Августина, адаптованого для життя ченців-пустельників і затвердженого папою Григорієм XI 18 жовтня 1373 року. В устав ордену було включене вчення св. Ієронима. Перший монастир (св. Варфоломія) був заснований у Луп'яні, і Печа став його першим настоятелем. Єроніміти швидко поширилися в Іспанії та Португалії — в XV столітті їм належало близько 20 монастирів, станом на 1415 рік — уже 25. Цього ж року згідно з указом папи, усі вони були Орден, від самого його заснування, користувався великою милістю короля Іспанії, і незабаром у його розпорядженні були найвідоміші монастирі півострова, в тому числі Королівський монастир Санта-Марія-де-Гвадалупе в Естремадурі, Королівський монастир (порт. Mosteiro do Hieronymites e Torre Belém) поблизу Лісабона, і прекрасний монастир, побудований Філіпом II в Ескоріалі.
Хоча їх спосіб життя був дуже строгий, єроніміти також присвятили себе вченню та активному служінню, що спричинило їх великий вплив у судах Іспанії та Португалії. У XVI столітті вони були головними прихильником зусиль Івана Божого, який створив орден боніфратрів в Гренаді, що носить його ім'я. Після відкриття Америки єроніміти направляли в Новий Світ своїх місіонерів, що зіграло значну роль у справі християнізації народів Нового Світу.
Жіноча гілка цього ордена (єронімітки) була заснована в Толедо в 1375 році, але лише при папі Юлієві II була визнана офіційно і черниці стали приносити урочисті обіти.

### Місія в Америці
Кардиналом Циснеросом ордену було доручено Антильські острови в Карибському морі на пастирську турботу, куди і було відправлено трьох ченців. На початку вони були відправлені для розгляду питання про звинувачення на адресу іспанських колоністів щодо звірств відносно корінного населення. Ці звинувачення були усно нівельовані доном Бартоломе де лас Касас, який був світським священником в той час. На жаль, вони, здається, були неефективними в запобіганні зловживанням, у яких де-ла Касас був заангажований.
Лідер ченців, Луїс де Фігероа, був пізніше названий третім єпископом Санто-Домінго в 1523 році, який на той час охоплював також острови Куба і Пуерто-Рико. Проте він помер в 1526 році, так і не будучи висвяченим. Ще один член Ордену, Хуан де Арзоларас (або Алзолорас), служив як архієпископ Санто-Домінго (1566—1568), і потім був переведений на посаду єпископа Канарських островів.

### Сучасна епоха
У XIX століття відбулося часткове відродження ордену, проте в XX столітті нові випробування, особливо репресії республіканської влади в 30-ті роки і громадянська війна призвели до послаблення ордену. У 1835 році іспанський орден ліквідував їх остаточно. На той час орден мав 48 монастирів і близько тисячі ченців. Доля монастирів була різноманітною: найбільші — зруйнували, інші були віддані іншим релігійних орденам, ще інші стали пивоварнями, сараями чи домами відпочинку.
Проте, згідно з канонічним правом, тільки Святий Престол може розпустити орден — і Святий Престол має право на його відновлення за власним розсудом. У 1925 році черниці-єронімітки (на яких не розповсюджувалося світське закриття ордену) звернулися до Святого Престолу щодо відновлення чоловічої гілки ордену. Їх прохання було задоволене, із створенням нової громади ченців в монастирі Санта-Марія-дель Паррал в Сеговії. Тим не менш, неприємності у Республіці 1931 року і наступна громадянська війна в Іспанії 1936—1939 років запобігали будь-якому реальному прогресу, аж допоки не був заснований уряд Ордену в 1969 році.
Станом на 2010 рік орден володіє двома монастирями в Іспанії: Ель-Парраль у провінції Сеговія і Юсте в провінції Касерес, у них мешкають 11 ченців, 4 з яких — священники (порівняно з 21 ченцем станом на 1990 рік). Нині орден є суто контемплятивним. Через усамітнення і тишу, старанні молитви і покаяння, Орден намагається сполучити своїх ченців у тісний союз з Богом. Єроніміти вважають, що чим інтенсивніше вони присвячують себе чернечому життю, тим кращим стає життя Церкви в цілому, — тобто їх молитва може мати величезний вплив на світ за межами монастиря.
Перша половина дня ченця зазвичай проводиться у ручній роботі для забезпечення життя монастиря, тоді як друга половина дня призначена для споглядання, молитви і вивчення святих писань. Протягом усього дня монахи збираються для співу Літургії годин, а також Євхаристії. Єроніміти прагнуть, щоби молитва відбувалася через їхній спосіб життя, так що їхня мета полягає у вираженні свого життя в повноті милосердя до всіх людей. Також вони вважають, що спосіб життя, спрямований всередину, є вишуканою і ефективною формою апостольського охоплення. Вони вважають, що всередині неспокійного світу є ті, хто покликаний Богом, щоб провести якийсь час життя в чернечому усамітненні. З цієї причини, єронімітські монастирі з готовністю вітають відвідувачів, яким гарантують тишу і молитовну підтримку.

### Єронімітки
Історія єроніміток розпочалася в Толедо, коли Марія Гарсія (+1426) і мер Гомес очолили групу жінок, які почали жити життям у простоті і молитві. Потім вони приєдналися до ордену, щоб присвятити своє життя Богові у молитві та покаянні. В результаті в 1374 році Фернандес у Печа, на додачу до першої громади ченців, заснував монастир Санта-Марія-де-ла-Сісла поблизу цього міста. Потім він наглядав за ними, направляючи їх і намічаючи для них чернечий спосіб життя.
Це перша заснування походило з монастиря Сан-Пабло. Їхня витривалість у дотримання своїх правил і святості привела до їхнього розповсюдження по всьому Піренейському півострову. Зараз існує 17 жіночих монастирів ордена, усі в Іспанії.

## Єроніміти-обсерванти
У 1424 році третій генерал Ордену Святого Єроніма іспанець Лупус де Ольмедо (помер в 1433) організував самостійну конґреґацію блаженного Єроніма, яка отримала ім'я єронімітів —обсервантів і була визнана в 1426 році. Гілка обсервантів відрізнялася підвищеною строгістю і суворою аскетичністю. Широке поширення конґреґації єронімітів-обсервантів отримала в Ломбардії, та в кінці XVI століття повсюдно(крім цього регіону) обсерванти влилися в інші ордени єронімітів. У Ломбардії єроніміти-обсерванти були ліквідовані в XIX столітті

## Жебракуючі єроніміти-відлюдники з Пізи
Був створений в 1377 році в пустелі поблизу Монтебелло розкаяними розбійниками як орден жебракуючих братів або єремітів блаженного Ієроніма. У перші ж роки існування ордену, чия духовність мала на увазі суворе відлюдництво, був заснований цілий ряд пустиней в Північній Італії. Пік розквіту ордену припав на XVII століття, коли він налічував близько 50 монастирів в Італії, Австрії та Баварії. У 1933 році скасований через нечисленність. Проте нині збереглися два монастирі — в Римі та Вітербо (Італія).

## Єроніміти з Ф'єзоле
Заснований у 1360 році біля Ф'єзоле. У 1668 році орден приєднаний до єронімітів з Пізи.